# 江船
江船是一种專門在湖泊、河流上航行的船只。这些船只通常不如海運船隻那麼坚固，海運船隻通常能抵禦海上的强风和大浪，但江船不行。所以江船一般由轻质复合材料制成。它们的大小受到河流宽度和深度以及跨越河流的桥梁高度的限制。它们的吃水深度基本上也很浅。早在公元前20,000 年，人们就开始使用筏和獨木舟在河流和湖泊中捕鱼。19世纪後，蒸汽船開始普及。